# Championnat du Laos de football 2014
Navigation
Saison précédente Saison suivante
La saison 2014 du Championnat du Laos de football est la vingt-quatrième édition du championnat de première division au Laos. Cette édition regroupe dix clubs au sein d'une poule unique, où ils s'affrontent à deux reprises. Il n'y a pas de relégation en fin de saison et deux clubs de deuxième division sont promus.
C'est le Hoang Anh Attapeu FC qui remporte la compétition cette saison après avoir terminé en tête du classement final, avec quatre points d'avance sur l'un des promus de deuxième division, Lao Toyota FC et six sur le tenant du titre, le SHB Champassak FC. C'est le tout premier titre de champion du Laos de l'histoire du club.

## Les clubs participants
- Yotha Football Club
- Hoang Anh Attapeu FC
- Lao Police Football Club
- Lanexang Intra FC
- SHB Champassak FC
- Lao Army Football Club  - Promu de First Division
- Savannakhet FC  - Promu de First Division
- Lao Toyota FC - Promu de First Division
- Eastern Star FC
- Ezra FC

## Compétition

### Classement
Le classement est établi sur le barème de points classique (victoire à 3 points, match nul à 1, défaite à 0). Pour départager les égalités, on tient d'abord compte de la différence de buts générale, puis du nombre de buts marqués, puis des confrontations directes.
| Rang | Équipe                   | Pts | J  | G  | N | P  | Bp | Bc | Diff |
| ---- | ------------------------ | --- | -- | -- | - | -- | -- | -- | ---- |
| 1    | Hoang Anh Attapeu FC     | 42  | 18 | 13 | 3 | 2  | 63 | 29 | +34  |
| 2    | Lao Toyota FCP           | 38  | 18 | 12 | 2 | 4  | 56 | 19 | +37  |
| 3    | SHB Champassak FCT       | 36  | 18 | 11 | 3 | 4  | 43 | 19 | +24  |
| 4    | Lao Police Football Club | 33  | 18 | 10 | 3 | 5  | 45 | 24 | +21  |
| 5    | Lanexang Intra FC        | 33  | 18 | 10 | 3 | 5  | 28 | 23 | +5   |
| 6    | Ezra FC                  | 27  | 18 | 8  | 3 | 7  | 30 | 31 | -1   |
| 7    | Lao Army Football ClubP  | 23  | 18 | 6  | 5 | 7  | 26 | 26 | 0    |
| 8    | Yotha Football Club      | 10  | 18 | 3  | 1 | 14 | 28 | 72 | -44  |
| 9    | Savannakhet FCP          | 8   | 18 | 2  | 2 | 14 | 19 | 48 | -29  |
| 10   | Eastern Star FC          | 6   | 18 | 1  | 3 | 14 | 18 | 65 | -47  |

|  | Qualification pour le Championnat du Mékong des clubs 2014 |
|  | Qualification pour la Coupe de l'AFC 2015                  |
|  | Retrait du championnat en fin de saison                    |
|  | T : Tenant du titre P : Club promu de First Division       |

- Le Yotha Football Club est dissous à l'issue de la saison, par conséquent un troisième club est promu de deuxième division.

## Bilan de la saison
| Championnat du Laos de football 2014 |                                   |
| Champion                             | Hoang Anh Attapeu FC (1er titre)  |
| Coupes et trophées                   |                                   |
| Vainqueur de la Coupe du Laos 2014   | Non disputé                       |
| Qualifications continentales         |                                   |
| Championnat du Mékong des clubs 2014 | Hoang Anh Attapeu FC              |
| Coupe de l'AFC 2015                  | Lao Toyota FC                     |
| Promotions et relégations            |                                   |
| Promus en Lao League                 | Electricité du Laos FC            |
| Promus en Lao League                 | IDSEA Champasak United            |
| Promus en Lao League                 | Young Elephant FC                 |
| Relégués en First Division           | Yotha Football Club (disparition) |